# كولومبوس جيرمان
كولومبوس جيرمان هو شخصية أعمال وسياسي أمريكي، ولد في 14 يناير 1827، وتوفي في 8 أكتوبر 1880. نشط حزبياً في الحزب الديمقراطي. وقد انتخب عضو جمعية ولاية ويسكونسن ‏.